# Max Rippon
Pour les articles homonymes, voir Ripon et Rippon.
Max Rippon est un auteur guadeloupéen né le 29 février 1944 à Grand-Bourg, Marie-Galante. Il écrit en français et en créole.

## Biographie
Max Rippon est né en février 1944 à Grand-Bourg (sur l'île de Marie-Galante). Vers onze ou douze ans, il gagne Pointe-à-Pitre, pour continuer ses études au Lycée Carnot. Depuis il est resté sur cette partie de la Guadeloupe. Il y rencontre notamment Sony Rupaire, mais aussi Guy Tirolien qui insiste pour qu'il consacre une partie de son temps à la création littéraire et qu'il publie. Son premier roman, Marie la Gracieuse, paraît en fin 2002. Ce qui le motive est de mettre par écrit la mémoire collective de la Guadeloupe, notamment de l'île de Marie-Galante, mais pas uniquement. Il a écrit par exemple un ouvrage sur Saint-Martin. Il a écrit également plusieurs recueils de poésie en créole.

## Œuvres

### Roman
- Marie la gracieuse : racontage, Point-à-Pitre, Éditions Jasor, 2002, 252 p. (ISBN 2-912594-32-4)
- Six virgule trois : secousses à Terre-de-Bas : racontages, Point-à-Pitre, Éditions Jasor, 2006, 129 p. (ISBN 2-912594-61-8)
- Tigout est morte ce matin : racontages, Point-à-Pitre, Éditions Jasor, 2010, 145 p. (ISBN 2-912594-75-8)

### Récit
- Le dernier matin : récit, Point-à-Pitre, Éditions Jasor, 2003, 89 p. (ISBN 2-912594-09-X)

### Poésie
- (gcf) Pawòl naïf : recueil de textes libres, Guadeloupe, Aichi Editions, 1987, 62 p. (OCLC 17770364)
- (gcf) Feuilles de mots : recueil de pawòl ordinaires (suivi de) Déotwa ti-pawòl nèf à usage de proverbes  (préf. Jean Bernabe), Point-à-Pitre, Édition Jasor, 1989, 89 p. (OCLC 22007265)
- (gcf) Dé gout dlo pou dada, Point-à-Pitre, Édition Jasor, 1991, 59 p. (OCLC 27436059)
- (gcf) Agouba : pòemes et récits, Point-à-Pitre, Édition Jasor, 1993, 72 p. (OCLC 41834650)
- (gcf) Rékot : Brisures de mots  (préf. Maryse Condé), Point-à-Pitre, Édition Jasor, 1996, 89 p. (ISBN 2-9502195-6-X)